# Collège Notre-Dame de Dhaka
Pour les articles homonymes, voir Collège Notre-Dame.
Le Collège Notre-Dame (ou Facultés Notre-Dame) de Dhaka (en anglais :Notre Dame College, en bengali (bengali : নটর ডেম কলেজ)) est une institution catholique d’enseignement secondaire supérieur et faculté universitaire de Dhaka, au Bangladesh. Fondée en 1949 et administrée par les pères de la Sainte-Croix l’institution universitaire, est affiliée à l’université de Dhaka.

## Fondation et histoire
Le collège appelé alors ‘St Gregory’s College’, est fondé en novembre 1949 par des pères de la congrégation de Sainte-Croix venus du Canada, à Lakhshmibazar, un quartier de Dhaka. La fondation du collège répondait au grave manque d’institutions éducatives occasionné à Dhaka par la création de la nouvelle frontière entre le Bengale oriental (devenu Pakistan oriental) et le Bengale occidental et la ville de Calcutta (en Inde) où se trouvaient toutes les institutions universitaires importantes.
En 1954 les facultés déménagent à Motijheel, où elles se trouvent encore aujourd’hui, et prennent le nom de 'Collège Notre-Dame' (‘Notre-Dame College’) par association avec l’université Notre-Dame qui était l’Alma Mater de plusieurs des pères de la Sainte-Croix. En 1959 il fut déclaré être le meilleur collège du 'Pakistan oriental' (aujourd’hui Bangladesh).
Après la guerre qui conduit à l’indépendance du Bangladesh (1971), et surtout à partir des années 1980, le collège acquiert la réputation d’être une de meilleures institutions d’éducation secondaire supérieure du nouveau pays. Le taux exceptionnel de succès aux examens d’admission universitaire en fait foi.
De 1972 (après l’indépendance) à 1997 le medium d’instruction fut exclusivement le Bengali. Plus récemment l’anglais y est revenu mais sans rien enlever à la prééminence de la langue bengalie.

## Aujourd’hui
Le collège a un département universitaire où des programmes de trois ans conduisent à l’obtention de diplômes universitaires de ’Bachelor of Arts’ (depuis 1955) ou ‘Bachelor of Social Sciences’ (depuis 1963). La population estudiantine s’élevé à 1 450 étudiants,. Les Facultés Notre-Dame sont le seul établissement universitaire catholique au Bangladesh, un pays très largement musulman.
Un programme social permet à 125 étudiants de payer leurs études en exerçant un travail rémunéré aux facultés même. Pas moins de 19 clubs d’activités extracurriculaires diverses animent la vie du campus, certaines ayant une orientation sociale, tel le programme d’alphabétisation d’enfants des bidonvilles et le dispensaire,.

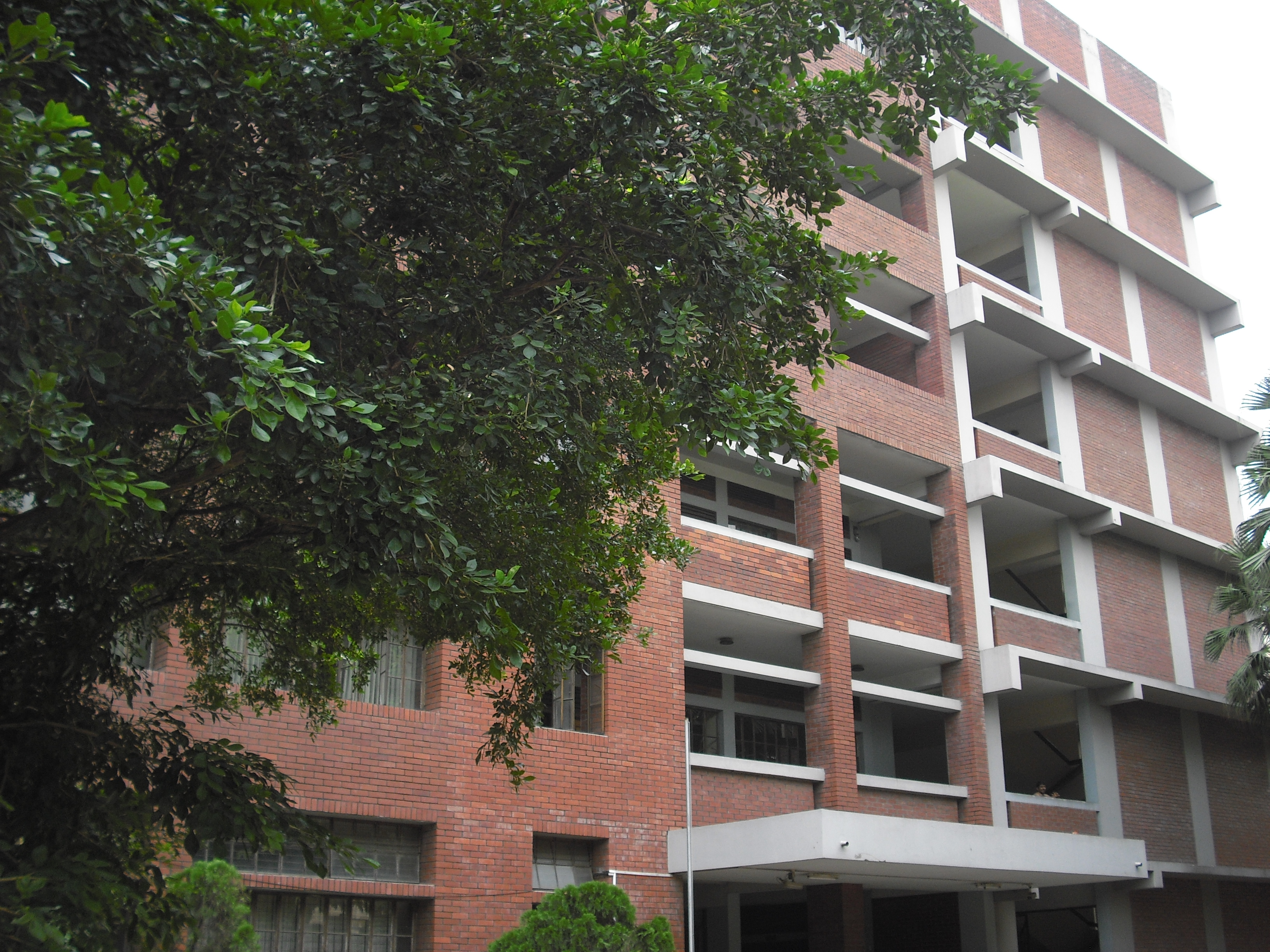
Le 'Bâtiment Ganguly' (d'après le premier évêque bengali de Dhaka)